# Guide d'étude des modes de marche et d'arrêt
Pour les articles homonymes, voir Gemma.
Le Guide d'étude des modes de marche et d'arrêt (GEMMA) est en automatique un outil graphique permettant une approche structurée d'un système automatisé. Cette approche permettra de prendre en compte la plupart des états rencontrés par un système automatisé lors de son fonctionnement. On parle également Guide des modes de marche et d'arrêt (GMMA) pour les graphiques validés, lorsque les études ont été réalisées.
Le GEMMA fournit une approche fonctionnelle d'un processus automatisé. Il permet de répondre à plusieurs critères :
- Partie Commande (PC) hors énergie et Partie Commande sous énergie ;
- Production et hors production ;
- Procédures de fonctionnement, d'arrêt et en en cas de défaillance de la Partie Opérative (PO).

Le GEMMA est fondé sur quelques concepts de base matérialisés par un guide graphique.
Le GEMMA a été élaboré par l'ADEPA (Agence nationale pour le développement de la production automatisé).
Il permet une analyse temporelle afin d'établir le ou les Grafcets.
Il faut différencier AMDEC qui est une méthode de mise en sécurité des processus industriels.

## Utilisation
Une trame a été conçue et mise au point par un carrefour de spécialistes réunis à l'ADEPA: c'est un modèle graphique constitué de cases (rectangles états) reliées entre elles par des liaisons (pouvant avoir des conditions). Il suffit de rayer les cases inutiles, mettre en évidence les cases utiles et renforcer les liaisons utiles.